# الرعاية الصحية في الصين

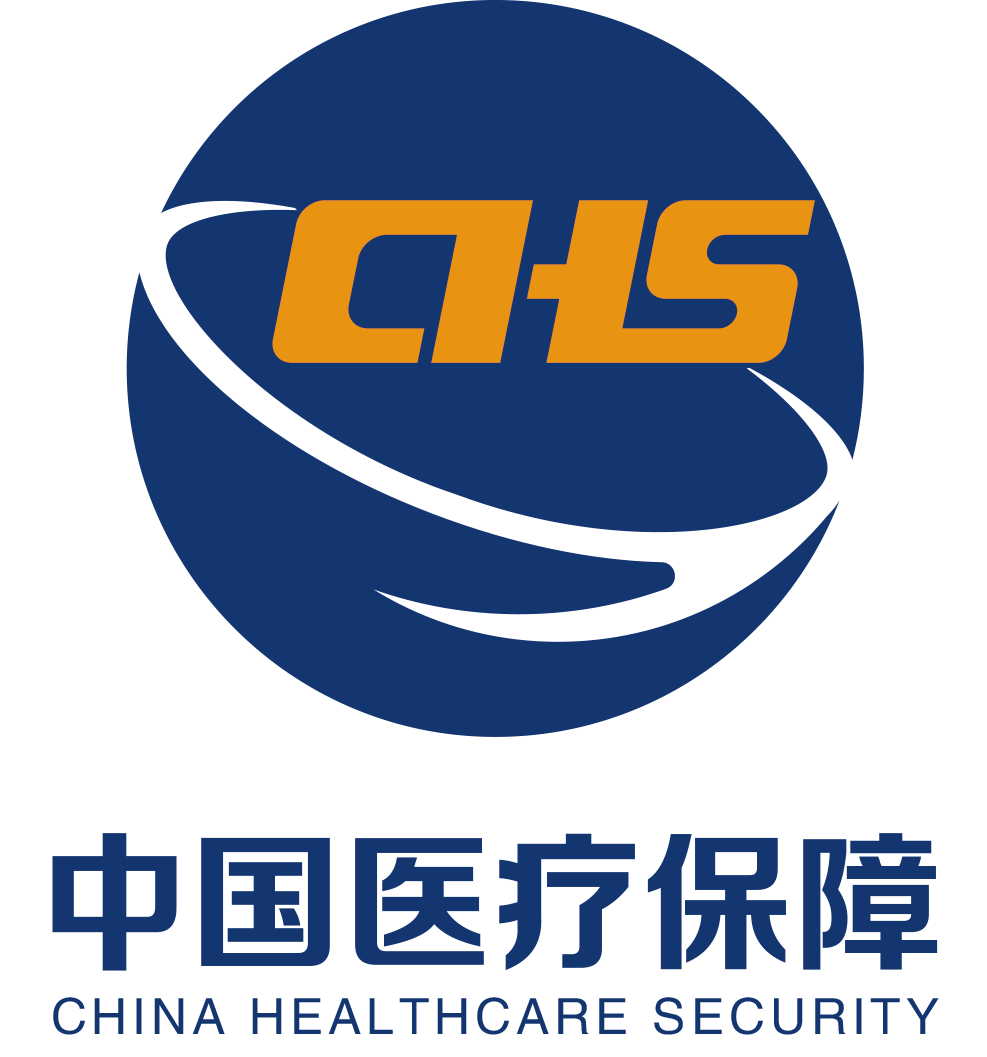
شعار الرعاية الصحية في الصين - 2020

لقد خضعت الرعاية الصحية في الصين لتغييرات أساسية على مدار القرن العشرين والقرن الحادي والعشرين، وذلك باستخدام كل من المؤسسات الطبية العامة والخاصة وبرامج التأمين. اعتبارًا من عام 2020، يتمتع حوالي 95٪ من السكان بتغطية تأمين صحي أساسي على الأقل.
يشمل التأمين الطبي الأساسي نظامين: التأمين الطبي للموظفين والتأمين الطبي للمقيمين. يغطي الأول السكان العاملين في المناطق الحضرية، ويغطي الأخير السكان غير العاملين في المناطق الحضرية والسكان الريفيين. شارك ما مجموعه 25٪ من الأشخاص الذين يغطيهم التأمين الطبي الأساسي في التأمين الطبي للموظفين، بإجمالي 344 مليون شخص؛ وشارك 75٪ في التأمين الطبي للمقيمين، بإجمالي 1.017 مليار شخص. دعمت المساعدة الطبية 78 مليون فقير للمشاركة في التأمين الطبي الأساسي، واستقرت تغطية الفقراء عند أكثر من 99.9٪.
وعلى الرغم من ذلك، يغطي التأمين الصحي العام بشكل عام حوالي نصف التكاليف الطبية فقط، مع انخفاض النسبة في حالة الأمراض الخطيرة أو المزمنة. في إطار مبادرة الصين الصحية 2020، بذلت الصين جهودًا لخفض تكاليف الرعاية الصحية، حيث تطلبت من التأمين تغطية 70٪ من التكاليف بحلول نهاية عام 2018. بالإضافة إلى ذلك، هناك سياسات مثل تأمين الأمراض الحرجة والمساعدة الطبية. كما ينتشر التأمين الصحي التجاري في الصين. في عام 2020، بلغ دخل أقساط التأمين الصحي التجاري في البلاد 817.3 مليار يوان، بمعدل نمو سنوي متوسط قدره 20٪. استمر تغطية التأمين على الأمومة في الصين في التوسع، وبحلول نهاية عام 2020، كان 235.673 مليون شخص مؤمن عليهم بموجب تأمين الأمومة.
تحتفظ الدولة بنظامين طبيين متوازيين، أحدهما للطب الحديث أو الغربي، والآخر للطب الصيني التقليدي. يعتبر بعض الصينيين الطب الصيني التقليدي متخلفًا وغير فعال، ويعتبره آخرون غير مكلف وفعال ومناسب ثقافيًا. أصبحت الصين أيضًا سوقًا رئيسيًا للشركات المتعددة الجنسيات المتعلقة بالصحة. دخلت شركات مثل أسترازينيكا وجلاكسو سميث كلاين وإيلي ليلي وميرك السوق الصينية وشهدت نموًا كبيرًا جدًا. أصبحت الصين أيضًا مركزًا متناميًا لأبحاث وتطوير الرعاية الصحية. وفقًا لسام رضوان من ENHANCE International، فإن الإنفاق المتوقع على الرعاية الصحية في الصين في عام 2050 قد يتجاوز الناتج المحلي الإجمالي لألمانيا بالكامل في عام 2020.
ينطبق ما سبق فقط على البر الرئيسي للصين. تحتفظ المناطق الإدارية الخاصة في هونج كونج وماكاو بأنظمة رعاية صحية عالمية منفصلة خاصة بها. تدير وزارة الصحة والرفاهية في جمهورية الصين الرعاية الصحية في تايوان.

## التاريخ
كان الطب التقليدي والشعبي بمثابة الأساس للرعاية الصحية في الصين. شق الطب القائم على الأدلة المستوحى من الغرب طريقه إلى الصين بداية من القرن التاسع عشر. عندما تولى الحزب الشيوعي الصيني السلطة في عام 1949، نجحت الحملات الصحية الوطنية والحكومات المحلية في تقديم تدابير صحية أساسية وتعليم النظافة الوقائية. جرى توفير الرعاية الصحية من خلال مكان العمل، مثل الوحدة البيروقراطية الحكومية، أو المؤسسة، أو المصنع، أو المدرسة، أو في الريف، التعاونية أو البلدية. قد يكون لدى الدانوي الأكبر عيادة داخلية خاصة بها في المبنى. أثناء الثورة الثقافية (1966-1976)، هاجم أتباع ماو تسي تونج المهنيين الطبيين باعتبارهم نخبويين. تم إرسال الرعاية الأولية الأساسية إلى المناطق الريفية من خلال الأطباء حفاة الأقدام وغيرها من البرامج التي ترعاها الدولة. كما تم تبسيط الرعاية الصحية الحضرية.

### عصر ماو
تم ممارسة العلاج الطبي المجاني في المناطق التي يسيطر عليها الحزب الشيوعي الصيني قبل عام 1949. في فبراير 1951، بدأت الإدارات الصناعية والتعدينية في تجربة لوائح التأمين على العمل وحل المشاكل الطبية للعمال. في نفس العام، تم تجربة العلاج الطبي المجاني أيضًا في شمال شنشي وبعض مناطق الأقليات العرقية. في 27 يونيو 1952، صدرت تعليمات مجلس الإدارة بشأن ممارسة العلاج الطبي المجاني والوقاية لموظفي الدولة في حكومات الشعب على جميع المستويات والأحزاب والمنظمات والمؤسسات التابعة. بعد ذلك، جعلت حكومة الحزب الشيوعي الصيني النظام الطبي والصحي شيوعيًا بشكل تدريجي وحدثته تقليدًا للاتحاد السوفيتي. خلال فترة الاقتصاد المخطط، تم إنشاء هيكل مستشفى ثالثي: خدمة طبية ثالثية ونظام للوقاية من الأوبئة يتكون من مستشفيات بلدية ومحلية ومرضى خارجيين من المناطق الفرعية والمصانع والمناجم. تم إنشاء شبكة من ثلاثة مستويات للوقاية الطبية والرعاية الصحية في المناطق الريفية، مع مستشفيات المقاطعات كقائد، ومراكز صحية في البلدة (المدينة) كمحور، وعيادات القرية كأساس.
قبل الثورة الثقافية، ركزت وزارة الصحة على تقديم الرعاية الصحية في المستشفيات الحضرية.  انتقد ماو وزير الصحة تشيان شين تشونغ لترويجه لهذا النموذج من الرعاية الصحية، بحجة أن نموذج الرعاية الصحية الذي يركز على المستشفيات الحضرية فشل في علاج الفلاحين وركز على العلاج بدلًا من الطب الوقائي. كما وصف ماو الوزارة نفسها بأنها وزارة أسياد المناطق الحضرية.
جلبت الثورة الثقافية تركيزًا أكبر على الرعاية الصحية الريفية. في توجيهه الصادر في 26 يونيو، أعطى ماو الأولوية للرعاية الصحية والطب لسكان الريف في جميع أنحاء البلاد. ونتيجة لذلك، أرسلت العيادات والمستشفيات موظفيها في جولات طبية في المناطق الريفية وتوسعت الرعاية الصحية التعاونية الريفية. جلب الأطباء حفاة القدمين الرعاية الصحية إلى المناطق الريفية حيث لم يستقر الأطباء المدربون في المناطق الحضرية. لقد عملوا على تعزيز النظافة الأساسية والرعاية الصحية الوقائية وتنظيم الأسرة وعلاج الأمراض الشائعة.

### الإصلاح الاقتصادي لدنج
ومع ذلك، بدءًا من الإصلاحات الاقتصادية في عام 1978، بدأت معايير الصحة في الصين تتباعد بشكل كبير بين المناطق الحضرية والريفية والمقاطعات الساحلية والداخلية. تم وضع نظام الطبيب حافي القدمين في حالة سقوط حر في عام 1981، حيث تم إغلاق نظام الكوميون. وبحلول عام 1984، كان 4.8% فقط من القرى تتمتع بتغطية رعاية صحية تعاونية، وهو انخفاض حاد عن تغطية 90% في منتصف السبعينيات. انتهى نموذج الطبيب حافي القدمين رسميًا أثناء الإصلاح الطبي الصيني عام 1985، عندما تمت إزالة مصطلح الطبيب حافي القدمين من نظام الرعاية الصحية واستبداله بمصطلح ومفهوم أطباء القرية. على الرغم من أن معظم أطباء القرية كانوا أطباء حافي القدمين سابقًا، إلا أنهم بدأوا في تحصيل رسوم مقابل خدماتهم ككيانات خاصة.
كما واجه سكان المناطق الحضرية خصخصة الرعاية الصحية حيث تم تسريحهم من الشركات المملوكة للدولة وفقدوا الكثير من الضمان الاجتماعي وفوائد الرعاية الصحية. ونتيجة لذلك، دفع غالبية سكان المناطق الحضرية جميع تكاليف الرعاية الصحية تقريبًا من جيوبهم الخاصة بدءًا من تسعينيات القرن العشرين، ولم يتمكن معظم سكان المناطق الريفية ببساطة من تحمل تكاليف الرعاية الصحية في المستشفيات الحضرية.
في عام 1989، قررت الحكومة الصينية محاولة عكس اتجاه انخفاض تغطية الرعاية الصحية الريفية، لكنها لم تكن ناجحة جدًا: لم تتجاوز التغطية 10٪ بحلول عام 1993. في عام 1994، قررت الحكومة تمويل إحياء النظام التعاوني، على الرغم من أنها لن تنجح حتى مشروع NRCMCS لعام 2005.
وعلى الرغم من عواقب الخصخصة، فقد جلبت الإصلاحات الاقتصادية الأموال والتكنولوجيا الجديدة لبناء البنية التحتية الجديدة للمستشفيات. توسعت البنية التحتية الحديثة للمستشفيات بشكل كبير في الصين بدءًا من تسعينيات القرن العشرين.